# Jetsün Sherab Sengge
| Tibetische Bezeichnung                            |
| ------------------------------------------------- |
| Wylie-Transliteration: rje btsun shes rab seng ge |

Jetsün Sherab Sengge (tib. rje btsun shes rab seng ge; * 1383; † 1445) war ein Geistlicher der Gelug-Schule des tibetischen Buddhismus. Er ist der Gründer des Unteren Tantra-Kollegs bzw. der Unteren Tantrischen Fakultät (Gyüme Dratshang) in Lhasa (1433).